# RD-0120

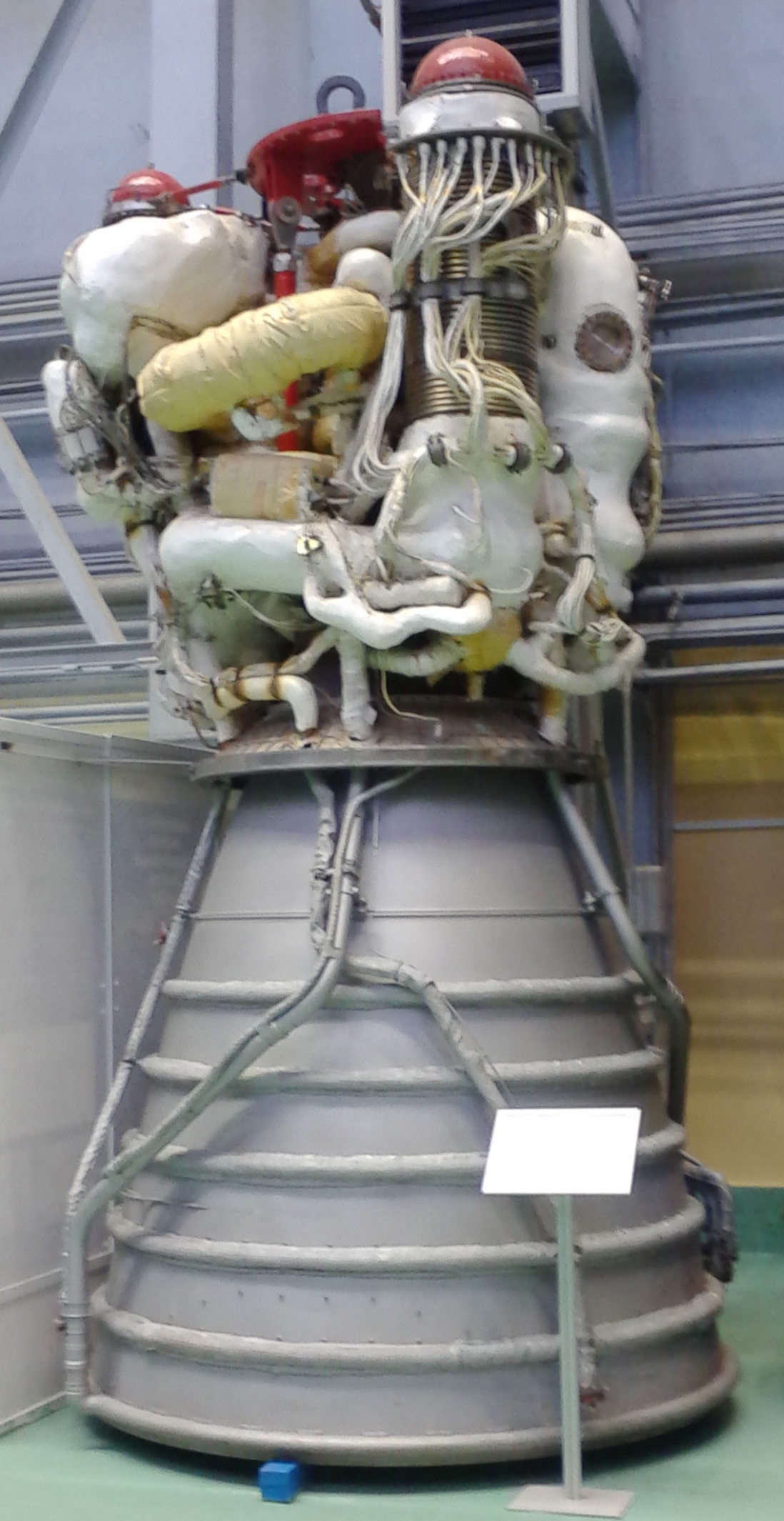
Um modelo do motor RD-0120

O RD-0120 (ou 11D122) foi um motor de foguete que queimava  LH-2/LOX. Ele foi a resposta soviética ao SSME com uma relação Oxidante/Combustível (O/F) de 6:1, gerava empuxo de 190 toneladas, impulso específico de 454 segundos, tinha 4,55 m de comprimento e 2,42 m de diâmetro, pesando 3.449 kg.